# Alfred Nordheim
Alfred Nordheim (* 1. Dezember 1951 in Philippsthal (Werra)) ist ein deutscher Molekular- und Zellbiologe und Professor der Eberhard Karls Universität Tübingen.

## Leben
Alfred Nordheim studierte Biologie an der Freien Universität Berlin und wurde 1979 zum Dr. rer. nat. promoviert (Dissertation am Max-Planck-Institut für molekulare Genetik, Berlin-Dahlem, unter Betreuung von Kenneth Timmis). Er war vier Jahre als Postdoc in der Arbeitsgruppe von Alexander Rich am Massachusetts Institute of Technology, Boston, USA tätig. Er verbrachte danach fünf Jahre (1984–1989) als Gruppenleiter am ZMBH der Universität Heidelberg und weitere sieben Jahre (1989–1996) als Leiter des Instituts für Molekularbiologie der Medizinischen Hochschule Hannover. Seit 1996 ist er Inhaber des Lehrstuhls für Molekularbiologie am Interfakultären Institut für Zellbiologie (IFIZ) der Eberhard Karls Universität Tübingen. Nordheim war Präsident der Gesellschaft für Genetik (2005–2009) und der International Genetics Federation (IGF; Melbourne, Australia) (2008–2013). Danach war er Secretary General der IGF. Er ist Mitgründer des Biotechnologieunternehmens ProteoSys AG, Mainz.
Von März 2018 bis Ende 2023 war Nordheim wissenschaftlicher Direktor am Leibniz-Institut für Alternsforschung – Fritz-Lipmann-Institut in Jena.

## Forschungsschwerpunkte
Nordheim untersucht die molekularen Prozesse, die in den Zellen von Säugetieren das korrekte Ablesen der genetischen Information ermöglichen. Dafür wird das tierexperimentelle Modellsystem der Maus (M. musculus) genutzt. Die gewonnenen Erkenntnisse tragen zum Verständnis menschlicher Krankheiten bei, z. B. der Entstehung von Krebserkrankungen.

## Auszeichnungen und Preise
Alfred Nordheim ist seit 1991 gewähltes Mitglied der European Molecular Biology Organization (EMBO) und ihm wurde 1992 der Max-Planck-Forschungspreis zusammen mit Robert Allan Weinberg (MIT) verliehen.

## Schriften
- Alberti, S. et al. 2005. Neuronal migration in the murine rostral migratory stream requires serum response factor. Proc. Natl. Acad. Sci. USA 102:6148-6153.
- Olson, E.N., and Nordheim, A. 2010. Linking actin dynamics and gene transcription to drive cellular motile functions. Nat. Rev. Mol. Cell Biol. 11:353-365
- Weinl, C. et al. 2013. Endothelial SRF/MRTF ablation cause vascular disease phenotypes in murine retinae, Journal of Clinical Investigation 123:2193-2206
- Grenzüberschreitungen: Der Mensch im Spannungsfeld von Biologie, Kultur und Technik. Hrsg. Alfred Nordheim und Klaus Antoni. Transcript Verlag, Bielefeld 2013, ISBN 978-3-8376-2260-7
- Ohrnberger, S. et al. 2015. Dysregulated Serum Response Factor Triggers Formation of Hepatocellular Carcinoma. Hepatology 61:979-989.
- Molekulare Genetik, 10. Auflage, Hrsg. Alfred Nordheim und Rolf Knippers (unter Mitarbeit von Peter Dröge, Gunter Meister, Elmar Schiebel, Martin Vingron, Jörn Walter), Thieme Verlag, Stuttgart 2015, ISBN 9783134770100.